# Burträskar'a
Burträskar'a (bondska för Burträskarna) var en svensk folkmusikgrupp från Burträsk i Västerbotten. De grundades mot slutet av 1970-talet och var aktiva under 1970-, 1980- och 1990-talen. Efter första skivan, Ungdom som hålla sig roliga, lämnade Siw Burman, K Gunnar A Karlsson och Erica Nyström gruppen. Den andra lp:n var ett konceptalbum med musik från Västerbottens inland, inspirerad av foton av Sune Jonsson. Den handlade om kronotorparnas öde i samband med den sk. "flyttlasspolitiken" under 60-talet när många fick lämna sina livsverk. Till fjärde plattan, Kwirhöken, anslöt Ola lindgren som basist, gitarrist och keyboardsspelare. 1991 kom deras sista skiva ut och då hade även kontrabasisten Svante Lindroth anslutit. För ditt inre öga, den första på cd mixades med omgivningsljud som minde om en uppväxt i Burträsk under 60-talet. Man hör bl.a. ljudet av en DC-3 flygmaskin som passerade över med ett karakteristiskt ljud.  Bandet upplöstes 1995 efter deras sista konsert vid Umeå folkmusikfestival. Det var Burträskar'a som fick upp Bengt Göran Staafs öron för svensk folkmusik. Han har också producerat flera av deras album genom Siljum Records.

## Medlemmar
- Ann-Sofie Persson - domra, sång
- Robert Tedestedt - sång, munspel, dragspel
- Jan Burman - fiol
- Nils-Olov Lindberg - fiol
- Thomas Andersson - fiol, sång
- Katarina Jonsson - mandolin, sång
- Svante Lindroth - bas
- Ola Lindgren - klaviatur
- Hans Jonsson - gitarr
- Erica Nyström - fiol
- Siw Burman - fiol
- K Gunnar A Karlsson - fiol

## Diskografi
- Ungdom som håller sig roliga 1978 Oktoberförlaget OSLP 525 LP
- Musik i Skellefteå 1 1980 (samling) SKELTON SKL 0081 LP
- Före den stora flyttningen 1981 Manifest MAN 21 LP
- "Vi har rätt till jobb." Samlingsalbum, live.
- I Afton Burträskar'a 1984 MNWF 11 LP
- Kwirhöken 1987 Siljum BGS 8703
- För ditt inre öga 1991 Siljum BGSCD 9119 CD